# Single Engine Piston
Per SEP o single engine piston si intendono tutti quei velivoli dotati di un solo motore a pistoni, come ad esempio i Piper PA-28 o Cessna 172.
Sono utilizzati per lo più nelle scuole di volo o per trasporto di 2-3 passeggeri.
Hanno un basso consumo di carburante (Avgas) e permettono di decollare ed atterrare su piste corte (600 m circa) e dal fondo di diversa natura, sia essa d'erba, terra battuta o asfalto.
Le prestazioni del motore non permettono loro però di volare a quote di solito superiori ai 4.300 metri e spesso non sono nemmeno dotati di sistemi antighiaccio.
Ciò costituisce un problema, perché in condizioni di tempo avverse sono costretti a non decollare.